# Schizymenium gracilisetum
Schizymenium gracilisetum là một loài Rêu trong họ Bryaceae. Loài này được (Hampe) A.J. Shaw miêu tả khoa học đầu tiên năm 1985.